# 井上宏 (検察官)
井上 宏（いのうえ ひろし、1957年6月17日 - ）は、日本の弁護士、元検察官。神奈川県出身。

## 人物
1983年3月東京大学法学部卒業後、1985年検事任官。2002年法務省刑事局参事官、2005年法務省大臣官房司法法制部司法法制課長、2006年東京高等検察庁検事、2008年法務省刑事局公安課長、2010年大臣官房会計課長、2011年最高検察庁検事、2012年大臣官房審議官。
2012年奈良地方検察庁検事正、2014年法務省入国管理局長、2017年3月最高検察庁監察指導部長、同年6月名古屋地方検察庁検事正。
2018年札幌高等検察庁検事長、2020年1月福岡高等検察庁検事長。6月定年退官。
2020年10月第一東京弁護士会登録、桃尾・松尾・難波法律事務所に勤務。業務分野は、コーポレートガバナンス、危機管理・不祥事対応、刑事法・刑事事件、行政法・入管法。
2021年、農林水産省の第三者委員会「養鶏・鶏卵行政に関する検証委員会」の座長を務めた。